# Е (буква древнепермского алфавита)
Е (𐍲, коми е) — дополнительная буква древнепермского алфавита, использовавшегося для записи языка коми и в качестве тайнописи старорусского языка.

## Использование
Буква 𐍲 использовалась в значении кириллической буквы ѥ. 𐍲 соответствует кириллической букве Е е (после мягких согласных) в алфавите Молодцова и букве Е е в современном алфавите. В русских тайнописных текстах также соответствует ѥ.

## Порядковый номер в алфавите
В списках древнепермского алфавита буква 𐍲 отсутствует. В. И. Лыткин относит 𐍲 к дополнительным буквам, использующимся преимущественно в русских заимствованиях, и условно помещает её в конец алфавита, на тридцать вторую позицию.

## Название
В. И. Лыткин условно называет эту букву йэ по её произношению. Такое же название (англ. ie) буква имеет и в Юникоде.

## Начертание
Несмотря на внешнее сходство с буквой нэно с краткой (𐍝̆), буква 𐍲 не раскладывается на компоненты.

## Кодировка
Буква была закодирована в блоке Юникода «Древнепермское письмо» (англ. Old Permic) в версии 7.0, вышедшей 16 июня 2014 года, под кодом U+10372.